# Intelsat 39
Intelsat 39 ist ein kommerzieller Kommunikationssatellit des Satellitenbetreibers Intelsat.

## Technische Daten
Intelsat gab im Mai 2016 bekannt, dass sie den Satellitenhersteller Space Systems/Loral damit beauftragt hatten, einen modernen Kommunikationssatelliten für ihre Flotte zu fertigen. Diese bauten den Satelliten auf Basis des SSL-1300-Satellitenbusses. Er besitzt leistungsstarke C- und Ku-Band-Transponder, eine geplante Lebensdauer von mehr als 15 Jahren und wird durch zwei Solarmodule und Batterien mit Strom versorgt. Des Weiteren ist er dreiachsenstabilisiert und wiegt ungefähr 6,6 Tonnen. Für den Antrieb besitzt der Satellit sowohl chemische als auch elektrische Triebwerke, wobei er für die Lageregelung im Orbit nur den elektrischen Antrieb verwendet.

## Missionsverlauf
Intelsat 39 wurde am 6. August 2019 auf einer Ariane-5-Trägerrakete vom Raumfahrtzentrum Guayana zusammen mit EDRS-C/HYLAS-3 in eine geostationäre Transferbahn gebracht. Von dort aus erreichte der Satellit seine geostationäre Umlaufbahn durch Zünden seines Haupttriebwerks und wurde auf seiner Position bei 62° Ost positioniert, wo er Intelsat 902 ersetzte. Von dort aus kann in Afrika, Europa, dem Nahen Osten und Asien empfangen werden.